# Carabiniere (cacciatorpediniere 1909)
Il Carabiniere è stato un cacciatorpediniere della Regia Marina.

## Storia

### Motto
Il motto dell'unità fu inizialmente quello che era allora il motto dell'Arma dei Carabinieri: "Usi obbedir tacendo e tacendo morir" tratto dal poemetto di Costantino Nigra La rassegna di Novara; nel 1914, in occasione del primo centenario dell'arma il motto venne aggiornato in "Nei secoli fedele" che sarebbe stato poi il motto dei successivi Carabiniere (Carabiniere, cacciatorpediniere varato nel 1938, Carabiniere, fregata classe Alpino varata nel 1967, Carabiniere, fregata classe Bergamini, varata nel 2014).

### La storia operativa
Il Carabiniere partecipò ad uno dei primi scontri della guerra italo-turca. Nel pomeriggio del 29 settembre 1911 prese parte, insieme a numerose altre siluranti, ad uno scontro con due torpediniere turche, la Tokat e l’Antalya, uscite dal porto di Prevesa. Il Carabiniere, insieme ai cacciatorpediniere Alpino e Zeffiro ed alla torpediniera Spiga, circondò l’Antalya, che, gravemente danneggiata, andò ad incagliarsi e venne catturata, per poi essere finita a cannonate dall’Alpino (anche la Tokat fu poi affondata da altre navi italiane insieme ad una cannoniera).
All'entrata dell'Italia nella prima guerra mondiale il Carabiniere era caposquadriglia della IV Squadriglia Cacciatorpediniere, di base a Brindisi, che formava insieme ai cacciatorpediniere Pontiere, Alpino, Ascaro, Fuciliere e Zeffiro. Comandava la nave il capitano di fregata V. Piazza.
La sua prima missione di guerra, il 24 maggio 1915, consisté in un pattugliamento dell'Alto Adriatico, che compì insieme ai gemelli Alpino, Fuciliere, Lanciere e Garibaldino.
L'11 febbraio 1917 il Carabiniere (comandante Gais) fornì scorta ed appoggio, insieme ai gemelli Pontiere, Fuciliere ed Alpino, alle torpediniere 19 OS, 20 OS, 21 OS e 22 OS ed a 6 aerei francesi, ad un gruppo di cinque idrovolanti (2 francesi e 3 italiani) inviati in ricognizione su Pola.
Nella notte tra il 13 ed il 14 agosto del medesimo anno la nave lasciò Venezia unitamente ai cacciatorpediniere Animoso, Ardente, Audace, Giuseppe Cesare Abba, Vincenzo Giordano Orsini, Giovanni Acerbi, Giuseppe Sirtori, Francesco Stocco e Pontiere per scontrarsi con un gruppo di navi nemiche – cacciatorpediniere Streiter, Reka, Velebit, Sharfschutze e Dinara e 6 torpediniere – che avevano appoggiato un'incursione aerea contro la piazzaforte veneta; tuttavia solo l’Orsini riuscì ad avere un breve e fugace contatto con le navi austriache.
Il 24 settembre 1917 Carabiniere, Pontiere e Zeffiro salparono da Venezia per intervenire in uno scontro tra le torpediniere costiere 9 PN, 10 PN, 11 PN e 12 PN e quattro cacciatorpediniere austro-ungarici, ma il combattimento ebbe termine, in seguito all'intervento di aerei italiani, prima dell'arrivo delle navi salpate da Venezia.
Nel primo dopoguerra stazionò per vari periodi a Spalato, Traù, Ragusa e Curzola, stante la difficile situazione tra italiani e slavi (culminata poi negli incidenti di Spalato.
Declassato a torpediniera nel 1921, fu radiato nel 1925 e demolito.